# ひたちなか市立図書館
ひたちなか市立図書館（ひたちなかしりつとしょかん）は、茨城県ひたちなか市にある公立図書館。中央図書館を中心に2つの地域館と1つの分室で構成される。

## 歴史
ひたちなか市は1994年（平成6年）11月1日に勝田市と那珂湊市の合併により発足し、同時に両市が設置していた勝田市立図書館と那珂湊市立図書館を引き継いでひたちなか市立図書館が開館した。両館がそれぞれ設置していた分室もそのまま引き継ぎ、勝田市が計画していた分館の設置構想も継承した。館名は旧市名を冠した方が親しみやすく分かりやすいという考えから、それぞれひたちなか市立勝田図書館、ひたちなか市立那珂湊図書館となった。
国営ひたち海浜公園や常陸那珂港といった、ひたちなか地区の一体開発のために合併した両市であるが、勝田市は工業都市、那珂湊市は水産都市で都市の性格が異なり、図書館の利用者層も異なったため、両館の館長と数人の職員が集まって図書館の組織・規則などについて数回の協議を行った。その結果、規模の大きい勝田図書館を市の中心館と位置付け、那珂湊図書館をその下部組織として運営することが決定し、職員配置は合併前のままとした。運営面でも利便性の高い勝田図書館側に合わせることとなり、那珂湊図書館では条例改正を含む大幅な変更を求められた。特に勝田図書館はコンピュータによる貸し出しを導入していたものの、那珂湊図書館は導入していなかったため、コンピュータ導入の必要が発生した。その一方で両館がコンピュータを導入済みでシステムが異なっていた場合よりは、費用と時間がかからなかったのではないかという現場の声もあった。
那珂湊図書館のコンピュータ導入は1996年（平成8年）10月1日に完了し、それまで別個に行われていた利用登録や貸出・返却が共通化された。1998年（平成10年）には勝田図書館をひたちなか市立中央図書館に改称し、1999年（平成11年）10月2日に3館目の図書館となる佐野図書館を設置し、これらを結ぶオンラインシステムが稼働した。2001年（平成13年）9月1日、水戸広域市町村圏の広域利用が開始され、周辺15市町村との間で相互利用が可能となった。これと前後して1999年（平成11年）5月1日に図書館の公式ウェブサイトが立ち上がり、2003年（平成15年）4月1日よりインターネットで蔵書検索が可能となった。2004年（平成16年）1月には茨城県立図書館の遠隔地利用者返却システムに市内3館が参加し、県立図書館で借りた本をひたちなか市立図書館の3館で返却できるようになった。
2011年（平成23年）3月11日、東北地方太平洋沖地震が発生し、市内3館は3月12日から臨時休館に入った。那珂湊と佐野の図書館は3月29日に再開したが、中央図書館は6月14日までかかった。

## 中央図書館
ひたちなか市立中央図書館（ひたちなかしりつちゅうおうとしょかん）は、茨城県ひたちなか市元町にある公立図書館。ひたちなか市の図書館運営の拠点施設と位置付けられており、他の2館1室を取りまとめ、市内全域に図書館サービスを届ける役割を担う。JR・ひたちなか海浜鉄道勝田駅から徒歩5分の中心市街地に立地し、付近には幼稚園・保育所・小学校・中学校が多数ある。周辺住民のみならず幅広い世代の市民が来館する。市内他館よりも児童書の蔵書比率が高く、一般書は文学の占める割合が高いという特色がある。ひたちなか市（旧勝田市）出身の俳優・池内博之は高校時代に恋人とこの図書館に通った思い出があり、池内の初監督作品『13の月』のロケ地となった。
建物は鉄筋コンクリート構造2階建てで、敷地面積は2,293.19 m2、建築面積は1,116.22 m2、延床面積は1,868.14 m2（開館当時は1,190 m2）である。
館内
| 階  | 面積（m2） | 主な設備                                           |
| 2階 | 1,135.01   | 参考図書・郷土資料閲覧室、視聴覚室、事務室、ロビー |
| 1階 | 792.90     | 一般開架室、児童開架室、受付、ロビー、書庫         |

一般開架室と児童開架室は同じ階にあるが、入り口が別個に設けられ、部屋が分離しているため、直接的に往来ができない。閲覧・休憩スペースはあるものの面積が狭く、館内は主に本の貸し借りの場として利用されている。（開館当時は「そこで読書する館」と言われていた。）

### 中央図書館の歴史
図書館の開館前は中央公民館図書室が図書館の役割を担っていたが、これに満足できない市民から独立館を求める声が上がり、1971年（昭和46年）の勝田市総合計画に図書館の設置が盛り込まれた。1972年（昭和47年）12月25日に総合計画第2次実施計画の一環で着工し、1973年（昭和48年）10月12日図書館の建物が竣工した。建設費は1億100万円で、文部省から2000万円の補助金を受けた。翌1974年（昭和49年）5月9日に勝田市立図書館として開館し、茨城県で9番目の公立図書館となった。開館当時の職員は6人で、3人が司書資格を有していた。蔵書数は24,357冊でうち20,988冊は1973年（昭和48年）度に購入した新品であった。開館時間は10時から18時（土日は16時30分）で、1人2冊まで借りることができた。映像フィルムを281本（うち16mmフィルムが22本、残りは8ミリ）所有し、団体向けに映写機付きで貸し出していた。7月31日までの貸出冊数は7,121冊で、『図書館雑誌』編集委員は立地と新刊比率の高さの割には問題のある数値であるとし、「市民が気軽に借りにいく図書館にはなっていないようである」と評した。
1975年（昭和50年）5月22日に「海原文庫」を、1977年（昭和52年）4月1日に津田・前渡公民館に配本所を開設するなどサービスを拡充していった。海原（かいはら）文庫は、市の産業医をしていた男性が、図書購入予算が少なく本が買えないと耳にしたことをきっかけに、継続的に資金を寄付するようになって開設された文庫であり、1999年（平成11年）以降は佐野図書館へ移った。1984年（昭和59年）に開館10周年を迎え、10月27日に沼田曜一を招いて記念事業を開催した。1985年（昭和60年）10月30日に2階部分を中心に増築した。1986年（昭和61年）7月1日、コンピュータによる貸し出しを開始し、1988年（昭和63年）4月1日、津田分室を開設した。1990年（平成2年）4月1日、児童室を増築した。
1994年（平成6年）11月1日、ひたちなか市立勝田図書館に改称し、市の中心的な図書館に位置付けられた。1995年（平成7年）、阪神・淡路大震災の義援金にしようと除籍本を販売するチャリティーバザーを行い、以後毎年の恒例行事となった。1998年（平成10年）4月1日には更に ひたちなか市立中央図書館に改称した。
2011年（平成23年）3月11日の東日本大震災で被災し、3月12日から臨時休館、6月14日に再開した。2017年（平成29年）1月10日、公衆無線LAN（Wi-Fi）を提供開始した。2018年（平成30年）2月24日、ひたちなか市出身の絵本作家・石崎なおこを招いて色紙を使ってパフェを作るワークショップを開催した。

### 新館建設計画
中央図書館は1974年（昭和49年）の開館以来の建物を使っているため、老朽化と狭隘（きょうあい）化が進行しており、新館の整備が計画されている。開館時期は2028年（令和10年）を予定している。
2014年（平成26年）4月24日、図書館協議会は「ひたちなか市立図書館の今後のあり方」を答申し、中央図書館の建て替えを提言した。これを受け市は2018年（平成30年）3月に「中央図書館整備調査報告書」を発行した。同書では人口や産業構造の似通った同規模の14市と比較して、床面積・蔵書冊数が最小で、人口1人当たりの蔵書数や1日当たりの貸出数なども平均を下回っていると指摘し、茨城県内の他市と比較しても低位にあるとした。これを踏まえ、新図書館の理念を「まなび・みのり・あそびでまちの未来を拓く図書館」と定め、収蔵冊数50万冊（開架率50%）、延床面積4,800 m2または5,500 m2、駐車台数110台と試算した。候補地として現館地、市営元町駐車場、市営勝田中央駐車場周辺、東石川第四公園グランドが挙げられた。
報告書を受け、市ではアンケート・聞き取り調査やワークショップを実施し、2019年（平成31年）3月に「新中央図書館整備基本計画」を公表した。2023年（令和5年）3月に東石川第四公園グランドが建設地に選定され、同年8月に同グラウンドの南西部にある市営石川町プール跡地への建設が決定した。

### 津田分室
ひたちなか市立中央図書館津田分室（ひたちなかしりつちゅうおうとしょかんつだぶんしつ・北緯36度24分23秒 東経140度29分44.9秒）は、茨城県ひたちなか市大字津田2732番地にある公立図書館。津田コミュニティセンターの一角（床面積32.40 m2）に、市西部の住民へのサービスのために設置された。蔵書数は約5千冊と少ないものの、地域の貸出・返却拠点と位置付けられている。2016年（平成28年）度の貸出者数は1,716人、貸出冊数は5,560冊。2018年（平成30年）現在の職員は2人（嘱託）。
1988年（昭和63年）4月1日に開室し、1991年（平成3年）10月15日よりオンライン貸し出しを開始した。

### 配本所
市内9か所に配本所を設けている。実績は2017年（平成29年）度のもの。
| 配本所名                     | 配本冊数（冊） | 貸出冊数（冊） | 備考 |
| ---------------------------- | -------------- | -------------- | ---- |
| 市毛コミュニティセンター     | 2,919          | 289            |      |
| 前渡コミュニティセンター     | 2,162          | 58             |      |
| 田彦コミュニティセンター     | 2,917          | 973            |      |
| 大島コミュニティセンター     | 2,185          | 91             |      |
| 一中地区コミュニティセンター | 2,401          | 217            |      |
| 平磯学習センター             | 1,708          | 83             |      |
| 総合福祉センター             | 1,522          | 575            |      |
| 金上ふれあいセンター         | 4,521          | 1,016          |      |
| 那珂湊児童館                 | 1,629          | 1,205          |      |

## 那珂湊図書館
ひたちなか市立那珂湊図書館（ひたちなかしりつなかみなととしょかん）は、茨城県ひたちなか市鍛冶屋窪にある公立図書館。規模は小さいが、海や漁業といった地域特性を生かした蔵書を特徴とする。
建物は鉄筋コンクリート構造2階建てで、敷地面積は1,863.49 m2、建築面積は466.67 m2、延床面積は890.75 m2である（リニューアル前の数値）。
館内。
| 階  | 面積（m2） | 主な設備                                     |
| 2階 | 447.04     | 一般開架室、学習室、郷土・参考図書コーナー   |
| 1階 | 443.71     | 児童開架室、事務室、視聴覚室、おはなしのへや |

### 那珂湊図書館の歴史
1943年（昭和18年）、宮崎慶一郎が私立の報恩会図書館を開館した。慶一郎は干しいも作りを茨城県に導入した宮崎利七の息子で、利七が建設して一般住民に無料開放していた報恩会館に私財を投入して内部を改装し、自ら司書を雇用して図書館経営を開始した。1967年（昭和42年）4月1日に、慶一郎は報恩会図書館の土地・建物・蔵書を那珂湊市に寄贈し、市はこれを那珂湊市立図書館として開館した。公立図書館としては茨城県で6番目の開館であり、勝田市立図書館（現・ひたちなか市立中央図書館）よりも早い開館であった。慶一郎はこの時、那珂湊の観光資料などの貴重資料も寄贈したが、これらは現場職員の無理解により後に処分されてしまったという。図書館一切を寄付した慶一郎は、宮崎報恩会を組織し、その後も那珂湊市内の小中学校の学校図書館に本を寄贈するなどの活動を続け、那珂湊市の名誉市民となった。
1978年（昭和53年）3月1日、新館が竣工し、同年5月8日に新館が開館した。旧館は分館として存続することになった。翌1979年（昭和54年）3月1日に図書館だよりの発行と「お話と紙芝居の集い」を開始し、1980年（昭和55年）4月5日には磯崎・阿字ヶ浦で移動図書館を開始するなど活動を展開していった。1983年（昭和58年）3月1日、分館を那珂湊市社会福祉会館の2階へ移し、海門分室に名を改めた。
1989年（平成元年）2月8日、新館の開館10周年を記念して、佐藤愛子による講演会を開催した。1992年（平成4年）10月29日、小泉周二詩を語る会を初開催した。
1994年（平成6年）11月1日、ひたちなか市立那珂湊図書館に改称し、勝田図書館の下部組織に位置付けられた。2001年（平成13年）4月10日、増築部分が開館し、視聴覚室や学習室が設置された。2004年（平成16年）9月30日、海門分室が閉室した。
2011年（平成23年）3月11日の東日本大震災で被災し、3月12日から臨時休館、3月29日に再開した。2013年（平成25年）4月29日、茨城県内の図書館では初めて「ぬいぐるみおとまり会」を開催した。2017年（平成29年）、郷土に伝わる千々乱風（ちぢらんぷう）伝説を基にした紙芝居を作成した。千々乱風は市内を流れる沢田川流域に吹いたと伝えられる暴風で、「ちちんぷいぷい」の語源になったという説がある。2018年（平成30年）5月15日、公衆無線LAN（Wi-Fi）を提供開始した。
2019年（令和元年）10月より増築および改修工事に着手し、2020年（令和2年）5月22日にリニューアルオープンした。

### 那珂湊図書館と鉄道企画
那珂湊図書館では、2007年（平成19年）6月に「茨城の鉄道の歴史展」を開催した。湊鉄道（後のひたちなか海浜鉄道）を中心に茨城県内の13路線（廃線）の鉄道車両と沿線の写真、「昭和最後の乗車券」などを展示し、元那珂湊駅長が湊鉄道の歴史を語るという催しであった。この企画は、当時廃線危機にあった湊線の歴史を伝えることで、地域に与える鉄道の役割を周知し、存続を訴えるものであった。
2015年（平成27年）2月11日にはひたちなか海浜鉄道の協力を得て、キハ3710形車両を利用し、よみきかせ列車「3710としょかん号」を実施した。この企画は小学校低学年以下の子供と保護者を対象に、「読み聞かせを通じて列車に親しんでもらう」ことを目的として、那珂湊駅構内に滞泊中の車両の中で絵本の読み聞かせを行うというものであった。パネルシアターや制帽を着用して運転席での記念撮影も開催された。

## 佐野図書館
ひたちなか市立佐野図書館（ひたちなかしりつさのとしょかん）は、茨城県ひたちなか市高場1362番地1にある公立図書館。
市の北西部の人口増加に伴い設置され、利用実績が伸びている。
建物は鉄筋コンクリート構造一部鉄骨構造地上2階建て地下1階建てで、敷地面積は6,004.06 m2、建築面積は1,214.79 m2、延床面積は1,488.34 m2である。
館内
| 階   | 面積（m2） | 主な設備                               |
| 2階  | 238.33     | 視聴覚室、リフレッシュコーナー         |
| 1階  | 1,187.45   | 開架室兼閲覧室、事務室、おはなしのへや |
| 地階 | 62.56      | ―                                      |

### 佐野図書館の歴史
勝田市時代から市の総合計画で1999年（平成11年）を目標に勝田市立図書館の分館を建設する計画があり、ひたちなか市発足から1年後の1995年（平成7年）に「北部地区の生涯学習の拠点」として建設計画が策定された。1997年（平成9年）には用地確保と設計がなされ、1999年（平成11年）5月31日に竣工、同年10月2日にひたちなか市立佐野図書館として開館した。茨城県の公立図書館としては44番目の開館だった。なお、10月1日に開館記念式典を挙行する予定であったが、東海村JCO臨界事故（9月30日）が発生したため、式典を延期した。それまで中央図書館に設置されていた海原文庫は、佐野図書館へ移動した。
2011年（平成23年）3月11日の東日本大震災で被災し、3月12日から臨時休館、3月29日に再開した。2016年（平成28年）5月13日、国立国会図書館の「視覚障害者等用データの収集及び送信サービス」に参加し、学術文献録音テープ等の貸し出しを開始した。これに加えて同年10月1日には視覚障害者情報総合ネットワーク「サピエ」にも参加した。2018年（平成30年）3月にはティーンズ講座を開講し、第1回はエンターテインメント業界、2回目はライトノベルをテーマとした。「ティーンズ」と銘打ったものの、対象は大人を含む小学校高学年以上とした。同年5月15日、公衆無線LAN（Wi-Fi）を提供開始した。

### 海原文庫
ひたちなか市の開業医からの寄付金で購入された図書によって構成された文庫で、2017年（平成29年）現在、9つの書棚にずらりと本が並んでいる。1975年（昭和50年）以来、勝田市立図書館（現・中央図書館）へ寄付が続き、1999年（平成11年）の佐野図書館開館を契機に、寄付者の最寄りの佐野図書館へ寄付先が変更された。2017年（平成29年）までに寄せられた寄付は1770万円に上り、5,680冊が購入され、それまで茨城県立図書館にしかなかった専門書が入荷するなど、市民の知識欲を満たす文庫になっている。

## 利用案内
2018年（平成30年）に行われたアンケート調査によると、18歳以上の市民の45.0%が過去1年以内に来館し、75.3%は自家用自動車を利用して訪れた。市内の高等学校・高等専門学校の生徒向けアンケートでは、来館利用率は3割であり、本や雑誌は自分で買うか学校図書館で借りる、またはそもそも読書習慣がない生徒が多いという結果が出た。
館長は中央・那珂湊・佐野の各館に配置され、那珂湊・佐野の館長は、中央図書館長の下位に位置付けられている。
- 開館時間：9時から19時まで（土日祝は17時まで）
  - 津田分室は10時から17時（土日は16時）まで。
- 休館日：月曜日（祝日の場合は翌日）、第4木曜日（祝日の場合は翌日）、ゴールデンウィーク、年末年始、特別整理期間
  - 津田分室は祝日も休館
- 貸出制限：ひたちなか市に居住・通勤・通学する者。
  - 図書・紙芝居のみ水戸市、笠間市、那珂市、小美玉市、東茨城郡茨城町・大洗町・城里町、那珂郡東海村に居住する者も貸出可能。
- 貸出可能点数：図書・雑誌=10冊、紙芝居=5点、視聴覚資料=5点（うちDVDは2点）
- 貸出可能期間：図書・雑誌・紙芝居=15日、視聴覚資料=8日（うちDVDは2点）2週間
  - 予約がなければ、1度だけ延長が可能。
- 返却場所：図書館カウンター、ブックポスト
  - ひたちなか市内3館1室のいずれでも返却できる。
- Wi-Fi、予約、リクエスト、相互貸借、複写、団体貸出、インターネットが利用可能。